# Ветра (футбольний клуб)
«Ветра» (лит. Futbolo Klubas Vėtra) — литовська футбольна команда з міста Вільнюс, заснована у 1996 році.

## Історія
Клуб було засновано в 1997 році в місті Рудишкес Тракайського району, але після придбання власного стадіону в 2003 році команда перебазувалася у Вільнюс.
У 2004 році «Ветра» виступав у Кубку Інтертото й дійшов до 3-го раунду турніру, в якому 3 матчі виграв, у 2-ох — розписав нічию, 1 програв, під час цього сезону вибив з подальшого розіграшу Кубку шотландський «Гіберніан». Проте в наступному, 2005, році в цьому ж турнірі команда виступила набагато гірше, поступившись румунському ЧФР (Клуж). В 2006 році «Ветра» протистояла ірландському «Шелбурну» з Дубліна в Кубку Інтертото, але поступилася з рахунком 0:1 вдома та 0:4 в Ірландії.
У 2007 році в другому раунді Кубку Інтертото «Ветра» протистояла варшавській «Легії», проте виїзний для литовців матч зірвали польські фани. На момент зупинки матчу рахунок був 2:0 на користь «Ветри», а 11 липня УЄФА вирішило зарахувати технічну перемогу литовському клубу з рахунком 3:0 та дискваліфікувати «Легію» з турніру. В третьому раунді турніру «Ветра» поступилася представнику Англії, клубу «Блекберн Роверз» [Архівовано 13 липня 2007 у Wayback Machine.].
У сезоні 2008 року Кубку УЄФА «Ветра» поступилася «Вікінгу», незважаючи на перемогу в першому матчі з мінімальним рахунком.
У липні 2009 року «Ветра» став першим литовським футбольним клубом, який вийшов до плей-оф єврокубків, незважаючи на поразку в першій домашній грі. У другому кваліфікаційному матчі Ліга Європи УЄФА «Ветра» в першому матчі поступився фінському ГІКу, але переміг на виїзді фінський клуб з рахунком 3:1 та розписав нічию з англійським «Фулгемом». «Ветра» поступилася в домашньому поєдинку з рахунком 0:3, а це означало що «Фулгем» вибив литовський клуб з розіграшу турніру.
Протягом цього часу клуб виступав у вищому дивізіоні литовського чемпіонату А-лізі, але влітку 2010 року через фінансові проблеми та боргів перед гравцями, тренерами та іншим персоналом клубу Литовська Футбольна Федерація дисваліфікувала клуб з розіграшу литовського чемпіонату, а незабаром клуб було розформовано.

## Досягнення
- А-ліга
  -  Срібний призер (1): 2009
  -  Бронзовий призер (1): 2003, 2006, 2008

- Кубок Литви
  -  Фіналіст (4): 2003 (весна), 2005, 2008, 2010

## Статистика виступів у єврокубках
| Сезон | Змагання        | Раунд                      | Клуб            | Рахунок          |
| ----- | --------------- | -------------------------- | --------------- | ---------------- |
| 2004  | Кубок Інтертото | 1-ий раунд                 | Транс (Нарва)   | 3–0, 1–0         |
|       |                 | 2-ий раунд                 | Гіберніан       | 1–1, 1–0         |
|       |                 | 3-ій раунд                 | Есб'єрг         | 1–1, 0–4         |
| 2005  | Кубок Інтертото | 1-ий раунд                 | ЧФР             | 2–3, 1–4         |
| 2006  | Кубок Інтертото | 1-ий раунд                 | Шелбурн         | 0–1, 0–4         |
| 2007  | Кубок Інтертото | 1-ий раунд                 | Лланеллі        | 3–1, 3–5         |
|       |                 | 2-ий раунд                 | Легія (Варшава) | '2-0'/3-0, (т/п) |
|       |                 | 3-ій раунд                 | Блекберн Роверз | 0–2, 0–4         |
| 2008  | Кубок УЄФА      | 1-ий кваліфікаційний раунд | Вікінг          | 1–0, 0–2         |
| 2009  | Ліга Європи     | 1-ий кваліфікаційний раунд | Гревенмахер     | 3–0, 3–0         |
|       |                 | 2-ий кваліфікаційний раунд | ГІК             | 0–1, 3–1         |
|       |                 | 3-ій кваіфікаційний раунд  | Фулгем          | 0–3, 0–3         |

## Відомі тренери
- Валдас Іванаускас 2004
- Олександр Тарханов 2007
- Віргініус Любшис 2008—2010